# IC 2955
IC 2955 ist eine kompakte elliptische Galaxie vom Hubble-Typ cE im Sternbild Löwe an der Ekliptik. Sie ist schätzungsweise 289 Millionen Lichtjahre von der Milchstraße entfernt, hat einen Durchmesser von etwa 75.000 Lj und ist Mitglied des Leo-Galaxienhaufens Abell 1367.
Im selben Himmelsareal befinden sich u. a. die Galaxien NGC 3857, NGC 3859, NGC 3862, NGC 3868.
Das Objekt wurde am 28. März 1886 von Guillaume Bigourdan entdeckt.